# Jacques Le Vavasseur
Jacques Le Vavasseur  auch Jacques baron Le Vavasseur (* 24. November 1876 in Amfreville, Département Calvados; † nach 1902) war ein französischer Adeliger und letzter Besitzer des literarischen Nachlasses des französischen Philosophen und Enzyklopädisten Denis Diderot, der aus den Händen seiner Tochter Marie-Angélique de Vandeul (2. September 1753 – 5. Dezember 1824) über verwandtschaftliche Beziehungen in die Familie Le Vavasseur kam.

## Leben und Wirken
Er war der Sohn von Denis Charles Arthur Le Vavasseur (* 1837) und Julie Léopoldine Aubourg de Boury (* 1855). Er hatte noch zwei Geschwister  Robert Léon Le Vavasseur (* 1884) und Marie Le Vavasseur (1884–1887). Im Oktober des Jahres 1902 heiratete Le Vavasseur die geborene Marthe Anne Louise du Tillet (* 1878).
Sein Vater Denis Charles Arthur Le Vavasseur war mit Denis Diderot verwandt. Abel François Nicolas Caroillon de Vandeul war mit der Tochter von Diderot, der Marie-Angélique Diderot (* 2. September 1753; † 5. Dezember 1824) verheiratet. Ihr gemeinsamer Sohn  Denis-Simon Caroillon de Vandeul (1775–1850) heiratete im Jahre 1811 Eugénie Cardon (1794–1875). Ihre Tochter Marie-Angélique Wilhelmine Caroillon de Vandeul (1813–1900) wurde am 5. Mai 1834 mit Charles Louis baron Le Vavasseur († 1894) dem Urgroßvater aus der väterlichen Linie von Jacques Le Vavasseur vermählt. Seine aus der väterlichen Line stammende Urgroßmutter Marie-Angélique Wilhelmine Caroillon de Vandeul (1813–1900) war damit die Urenkelin von Denis Diderot.
Nachdem im Jahre 1911 der letzte aus der direkten Linie de Vandeul verstarb, Charles Denis auch Albert Caroillon de Vandeul (1837–1911), propriétaire d’Orquevaux ging der Nachlass von Denis Diderot in das Haus Le Vavasseur über.
Der Baron Jacques Le Vavasseur verfügte über den Nachlass von Denis Diderot, den dessen Tochter an ihren Sohn weitergegeben hatte. Er gehörte ursprünglich zu der Sammlung von Diderots Tochter Marie-Angélique de Vandeul.
Der Romanist Herbert Dieckmann fand sie im Jahre 1948 auf dem Château des Ifs (Département Seine-Maritime). Dieser Nachlass, Fonds Vandeul stellt einen Meilenstein auf dem Wege der Diderot-Forschung dar, enthält er doch bisher unbekanntes Material aus der Feder von Denis Diderot. Er wurde unter dem Titel Inventaire du fonds Vandeul et inédits de Diderot, 1951 vorgelegt.
Dieckmann legte mit dieser Arbeit das Fundament für eine neue, komplettierte und kritische Diderot-Ausgabe, die Œuvres complètes von 1975. Die editorische Arbeit wurde nicht von Dieckmann allein übernommen, vielmehr wurde er von Jean Fabre, Jacques Proust und Jean Varloot maßgeblich unterstützt.